# Dictyophara
Ne doit pas être confondu avec Dictyophora.
Genre
Dictyophara est un genre d'insectes hémiptères, de la famille des Dictyopharidae.

## Liste de sous-genres et espèces
Selon Fauna Europaea (7 nov. 2013)
- sous-genre Chanitus
  - Dictyophara pannonica
- sous-genre Dictyophara
  - Dictyophara asiatica
  - Dictyophara cyrnea
  - Dictyophara distincta
  - Dictyophara europaea - fulgore d'Europe
  - Dictyophara lindbergi
  - Dictyophara longirostris
  - Dictyophara multireticulata
  - Dictyophara oertzeni
  - Dictyophara seladonica
  - Dictyophara validicornis